# Josep Castelló i Calafell
Josep Castelló i Calafell   (Tàrrega, 5 de novembre de 1733 - Tàrrega, 4 d'agost de 1820) fou un organista targarí.
Fill de Josep Castelló, pagès, i Teresa Calafell, ambdós fills de Tàrrega. Castelló succeí a Baltasar Fontfreda en l'organistia de Sant Esteve el 1759, després de guanyar el concurs d'oposició que el consell de la vila va convocar mitjançant edictes “que se fixá en la capital y varias pars del Principat”. El concurs, que es dugué a terme abans del mes d'agost, va ser pledejat per l'olotí Jacint Anglada, organista de Cardona, el qual pretenia no haver-se de sotmetre a concurs per ser fill de la vila. El tribunal format per Josep Carcoler, Ignasi Subies, organista de la seu de Vic i Joan Pusalgues, organista de Sant Joan de les Abadesses, va atorgar la plaça al jove targarí Josep Castelló després que aquest hagués superat a bastament les proves d'orgue i composició.336 Tot i que en desconeixem els motius, el fet que en aquells primers moments Josep Castelló, “escolar de Tàrrega”, fes procurador seu a Salvi Arnabat, l'organista de la catedral de Girona, ens mena. a pensar en una coneixença anterior entre ambdós organistes, qui sap si de l'entorn musical lleidatà.
El 7 d'agost Castelló ja presentava una súplica a la comunitat de preveres en la que palesava que el consell de la vila li havia assignat l'organistia. En l'esmentat document sol·licitava dels comunitaris una ajuda econòmica per poder fer diligències, algunes d'elles distants. El 4 d'octubre Castelló nomenà procurador a F. Alenyà per tal de prendre possessió del benefici de l'Àngel Custodi. El 7 d'octubre els jurats d'Olot van presentar a la cúria de Girona la seva petició d'admissió beneficial, i dos mesos després, el 4 de desembre, el vicari general del bisbat expedia el document de la seva provisió. Finalment, el 7 de desembre de 1759, Josep Castelló, acompanyat del notari dels jurats, va presentar i llegir l'esmentat document d'admissió per part del bisbat, davant la comunitat de preveres.
Joan Castelló percebia uns ingressos de 158 lliures anuals per part de l'administració eclesiàstica a finals del segle xviii. La part del sou que l'organista rebia de mans del clavari, o administrador de les finances municipals, corresponia a una partida de 30 lliures anuals, de les quals el propi organista havia de deduir els serveis del manxador. Es conserva un document sense data, copiat el darrer terç del segle xviii, que correspon a una còpia en llengua catalana de la sol·licitud amb la que Castelló va haver de recórrer al Real Consejo de Castilla per tal de cobrar les anualitats del municipi.
La lectura de la documentació conservada a la parroquial, palesa que Joan Castelló va ser una persona apreciada i valorada pels comunitaris, no només per les seves capacitats artístiques, sinó també pels seus dots d'administrador i gestor dels interessos de la comunitat. A partir de 1773 i fins al 1817 la seva figura va ser elegida, gairebé de forma ininterrompuda, pels comunitaris de Sant Esteve per a exercir diferents càrrecs: “revisor de carns” de la carnisseria pròpia de l'església, membre de la junta de la setena i oficial protector dels béns de la comunitat. El 1774, signava en qualitat de protector, un extens document adreçat al bisbe i també a la cúria romana per a solucionar el problema de les misses acumulades per la comunitat.351 El 4 d'octubre de 1788 obtingué del vicari general de la diòcesi, una reducció de les misses assignades al benefici de l'orgue atès que “los reditos u / fructos que le fueron asignados en el dia —de la seva fundació, el 1554— son incon-/gruos”. Les seves gestions en favor de la comunitat el portaren sovint a desplaçar-se a Girona (1777, 1788) i Barcelona (1777, 1779, 1788, 1802, 1807).353 Algunes d'aquelles gestions que va fer en qualitat de protector de la comunitat, van tenir a veure amb la recerca de contactes i informacions sobre aspirants al magisteri de capella de Sant Esteve. Durant els buits en el magisteri de capella de la parroquial, l'organista J. Castelló en va assumir les seves funcions en diverses ocasions. A ran de la marxa inesperada del mestre J. Regordosa, Castelló exercí el magisteri entre els mesos de gener i maig de 1789. Igualment, amb motiu del recent traspàs del mestre Josep Saborit, Castelló dirigí la capella de música de Sant Esteve durant les festes de Nadal de 1796.
L'organista Josep Castelló finà el 4 d'agost de 1820, després d'haver regir l'organistia durant 61 anys.
Durant l'època del seu magisteri l'orgue de Sant Esteve va sofrir diverses modificacions i restauracions. La primera s'esdevingué el 1761 amb motiu del trasllat de l'instrument a l'ajuntament on hi romangué guardat fins al terme de les obres d'ampliació del temple parroquial. La posada a punt de l'instrument va anar a càrrec de l'orguener Antoni Boscà.